# Rojstvo Jezusa
Rojstvo Jezusa, tudi Rojstvo ponoči je staronizozemska slika iz okoli leta 1490, ki jo je ustvaril Geertgen tot Sint Jans in je danes v Narodni galeriji v Londonu (NG 4081). Gre za ploščo v olju na hrastu, velikosti 34 × 25,3 cm, in je bila na vseh štirih straneh posekana. Slika prikazuje Jezusovo rojstvo, ki so se ga udeležili angeli in oznanjenje pastirjem na pobočju zadaj skozi okno v sredini slike. Gre za majhno sliko, ki je domnevno narejena za zasebno nabožno uporabo in Geertgenova različica z bistvenimi spremembami izgubljenega dela Huga van der Goesa iz leta 1470. It is a small painting presumably made for private devotional use, and Geertgen's version, with significant changes, of a lost work by Hugo van der Goes of about 1470.

## Slika
Ta slika pripoveduje tradicionalno božično zgodbo - kako se je Kristus rodil v hlevu, mati pa ga je 'položila v jasli, ker zanje v gostilni ni bilo prostora' (Lk 2,7). Dojenčka Jezua, ki leži v jaslih, pazijo Marija, Jožef in angeli, medtem ko vol in osel gledata iz teme zadaj.
V nadaljevanju Biblija opisuje, kako so pastirji ponoči opazovali svoje črede, ko je prišel angel Gospodov in jih je obsijal Božji sij (Lk 2,9). Skozi razpadajočo zadnjo steno hleva jih vidimo, stiskajo se okoli ognja, njihov pes pa ob njih. V strahu gledajo sijočega angela. Eden si zapre oči z rdečim plaščem; drugi kleči in v čudu dvigne roke.
Tako kot mnoge slike Jezusovega rojstva na upodobitev vplivajo vizije svete Bridgite Švedske (1303–1373), zelo priljubljene mistikinje. Kmalu pred smrtjo je opisala vizijo dojenčka Jezusa, ki leži na tleh in sam oddaja svetlobo:
... devica je z velikim čaščenjem v molitvi pokleknila, njen hrbet pa je bil obrnjen k jaslicam ... In medtem, ko je tako stala v molitvi, sem videla, kako se je otrok v maternici premaknil in nenadoma v trenutku je rodila sina, iz katerega je izžarevala tako neizrekljiva svetloba in sijaj, da sonce ni bilo primerljivo z njim, niti sveča, ki jo je tam postavil sveti Jožef, sploh ni dala nobene luči, božanska svetloba je popolnoma uničila material luči sveče ... Videla sem čudovitega dojenčka, ki je nag ležal na tleh in sijal. Njegovo telo je bilo čisto brez kakršne koli zemlje in nečistoče. Potem sem slišala tudi angelsko petje, ki je bilo čudežne sladkosti in velike lepote ... 
Številne upodobitve so zmanjšale druge svetlobne vire na prizorišču, da bi poudarile ta učinek in Jezusovo rojstvo je ostalo do baroka zelo pogosto obdelano s chiaroscúro. Tu so viri svetlobe dojenček Jezus sam, v skladu z Bridgitino vizijo, ki je edini vir osvetlitve za glavni prizor v hlevu, pastirski ogenj na hribu zadaj in angel, ki se jim prikaže. Dejansko ta učinek zdaj presega tisto, kar je umetnik predvideval, saj je bila slika poškodovana v požaru leta 1904, ko je bila v zasebni zbirki v Berlinu. Različni modri odtenki glede na zgornji in spodnji del devičinega oblačila in neba zunaj so zdaj videti kot zamolklo temno rjave ali črne barve, slika pa je na splošno temnejša. Slika je bila posekana do leta 1901. Kopija originalne slike je v škofijskem muzeju v Barceloni, kar kaže na prvotno velikost približno 45 × 31 cm. Pri tem so žarki, ki izhajajo iz otroka Jezusa, bolj očitni, živali zadaj pa manj.
Geertgen sliko obrne (naredi zrcalno sliko) glavne figure prejšnjega dela, za katerega se domneva, da ga je naslikal van der Goes, ki je zdaj izgubljeno, vendar je znano iz več različic. Obrnjene so le glavne figure, ne pa tudi ozadje stavbe in pastirski prizor zunaj.
Razen preobrata so še druge razlike: v van der Goesu so štirje angeli pokleknili okrog jaslic, večja skupina pa je lebdela blizu vrha prostora s sliko; okno je imelo prag višji od Marije in sveti Jožef je v rokah držal prižgano svečo. Kompozicija je kazala pogled, ki je bil na splošno umaknjen, brez intimnega učinka od blizu Geertgenove različice, v kateri so figure tesno zbrane. Najbližje izvirniku naj bi bila različica v cerkvi v Annabergu na Saškem (ilustrirano v Campbellu), ki ji je različica Michaela Sittowa v Umetnostnozgodovinskem muzeju na Dunaju (ilustrirana) zelo podobna, razen oblikovanja zgornjega roba. Čeprav se arhitekturne podrobnosti razlikujejo, slike iz Annaberga in Sittowa prikazujejo precej lepše stavbe v boljši izvedbi kot Geertgen, katerega stavba ima poševno leseno streho. V staronizozemskem slikarstvu se je običajna preprosta lopa jaslic, malo spremenjena od pozne antike, pogosto razvila v dodelan uničen tempelj, sprva romanski po slogu, ki je predstavljal dotrajano stanje Stare zaveze judovske zakonodaje.

### Kompozicija
Geertgen je Van der Goesovo sestavo poenostavil na »drzen način, ki temelji na mrežnih vzorcih«, kar pa je učinek ognja na barvne vrednosti še poenostavil. Van der Goesov izvirnik »je bil bolj zapleten, ambicioznejši in bolj svečan, a morda manj dotakljiv«. Geertgenova znana slika je bila deležna veliko kritične pozornosti, pri čemer niso vsi upoštevali zgodnejše delo Van der Goesa in učinke požara in poseka. Izjava Erwina Panofskega, da je bil Geertgen »najzgodnejše nokturno v optično strogem pomenu besede«, je v katalogu Narodne galerije opisana kot »nenavadna trditev«. Popolnoma ločeno od Van der Goesa so bili nočni prizori v bistvu razviti v iluminiranih rokopisih, preden so se preselili na table, in realen učinek nočnega videnja zelo pridušenih barvnih vrednosti in »poenostavitev volumnov« je delo poznejšega požara toliko kot umetnikov namen. James Snyder, ki morda ni vedel, da je bila slika posekana, primerja »delne figure« na straneh slike s tistimi v Geertgenovi Človek žalosti in pravi, da »gledalca pripeljejo na sliko in mu omogočijo, da pogleda čez njihova ramena«. V barcelonski različici je okvir skrajnega levega angela še vedno odrezan.
Geertgen je delal v Haarlemu in bil vodilni nizozemski slikar svojega časa, ki je prišel in delal na Severnem Nizozemskem (približno današnja Nizozemska) in ne na Flandriji (večinoma zdaj v Belgiji). V tem in drugih delih so bili različni poskusi povezati njegov slog z mnogo kasnejšim nizozemskim slikarstvom, na primer Maksa Jakoba Friedländerja, toda »nacionalistične trditve, da je bil Geertgen v bistvu nizozemski«, Lorne Campbell zavrača.